# Orono, Minnesota
Orono är en stad (city) i Hennepin County i delstaten Minnesota i USA. Staden hade 8 315 invånare, på en yta av 62,12 km² (2020). Den är en del av storstadsområdet Minneapolis-Saint Paul.